# 511 Davida
511 Davida este un asteroid din centura principală, descoperit pe 30 mai 1903, de Raymond Smith Dugan.